# 마일 매 시

전 세계 교통표지의 제한 속도:
킬로미터 매 시 (km/h)
마일 매 시 (mph)
둘 다
없음

마일 매 시 또는 시속 마일(時速-, 영어: mile(s) per hour, mile/h, mi/h, mph)은 영미 단위계(야드파운드법)에 기반한 속도의 단위로, 주로 미국과 영국에서 사용하는 속도의 단위다. 기호 표기는 일상계에서는 mph, 학계에서는 mi/h가 주로 사용된다.
|                | m/s       | km/h     | mph (mi/h) | 노트      | fps (ft/s) |
| -------------- | --------- | -------- | ---------- | --------- | ---------- |
| 1 m/s =        | 1         | 3.6      | 2.236936*  | 1.943844* | 3.280840*  |
| 1 km/h =       | 0.277778* | 1        | 0.621371*  | 0.539957* | 0.911344*  |
| 1 mph (mi/h) = | 0.44704   | 1.609344 | 1          | 0.868976* | 1.466667*  |
| 1 노트 =       | 0.514444* | 1.852    | 1.150779*  | 1         | 1.687810*  |
| 1 fps (ft/s) = | 0.3048    | 1.09728  | 0.681818*  | 0.592484* | 1          |

 (* = 근사값)

## 갤러리

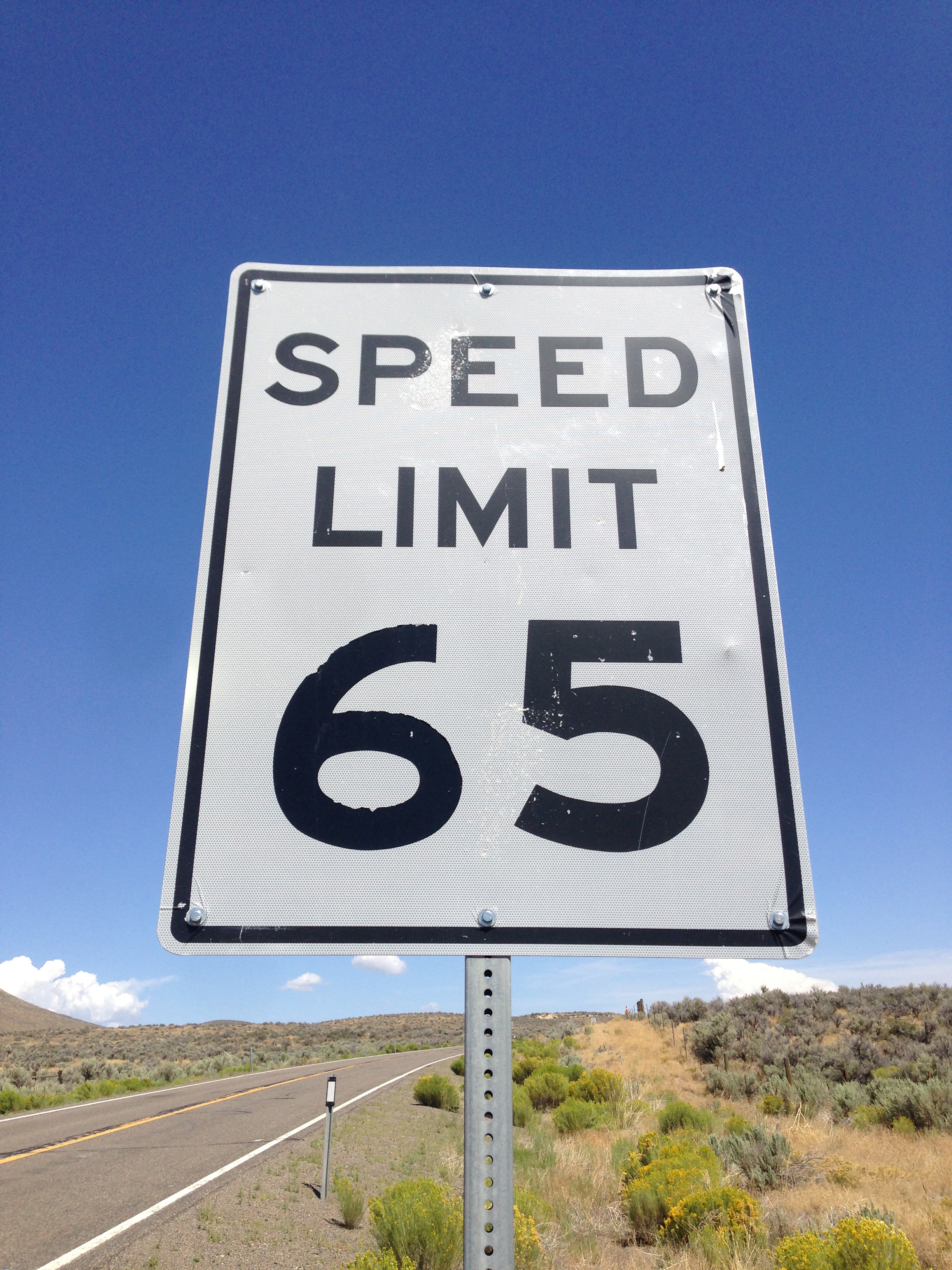
미국의 최고 시속 65 마일 속도 제한 표지판
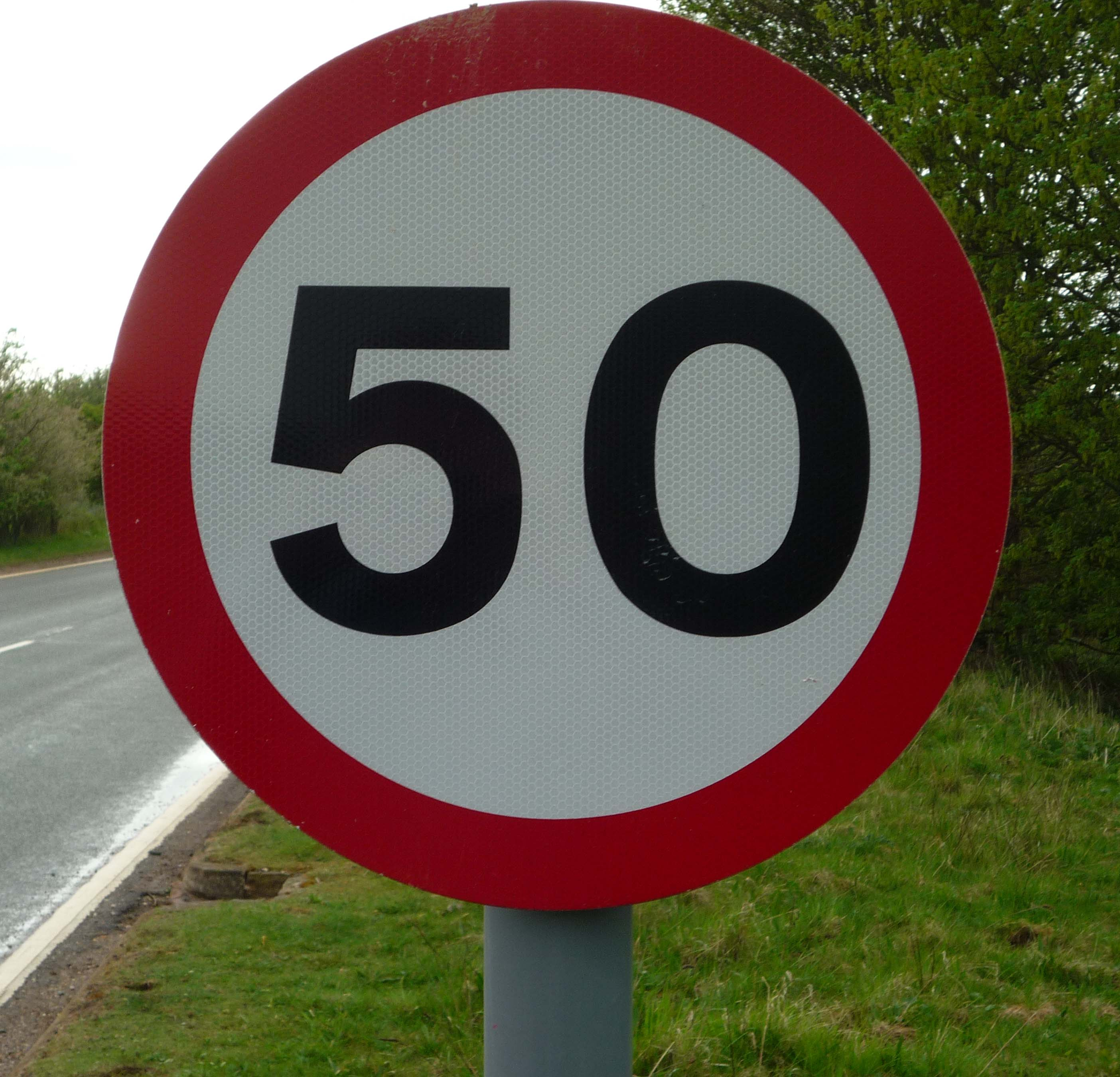
영국의 최고 시속 50 마일 속도 제한 표지판

## 같이 보기
- 킬로미터 매 시 (km/h)
- 피트 매 초 (ft/s)